# Muławski Dwór
Muławki Dwór (deutsch Muhlackshof) ist ein Ort in der polnischen Woiwodschaft Ermland-Masuren. Er gehört zur Gmina Kętrzyn (Landgemeinde Rastenburg) im Powiat Kętrzyński (Kreis Rastenburg).

## Geographische Lage
Muławski Dwór liegt in der nördlichen Mitte der Woiwodschaft Ermland-Masuren, vier Kilometer südlich der Stadt Kętrzyn (deutsch Rastenburg).

## Geschichte
Muhlackshof, ein mittelgroßer Hof, hieß bis zum 28. April 1934 „Abbau Kuhnke“ und war bis 1945 ein Wohnplatz innerhalb der Gemeinde Prangenau (polnisch Pręgowo). Im April 1834 hieß es hochamtlich: „Daß dem Pfarrer Kuhnke in Wenden, im landräthlich Rastenburgischen Kreise, ausgebauten Etablissement...[mit] 2 Feuerstellen und 29 Seelen..., der Name Muhlackshoff beigelegt ist, wird...hierdurch zur öffentlichen Kenntniß gebracht.“ Im Jahre 1885 zählte Muhlackshof 22, im Jahre 1905 bereits 29 Einwohner.
Nach der Abtretung des gesamten südlichen Ostpreußen an Polen in Kriegsfolge im Jahre 1945 erhielt Muhlackhof die polnische Namensform „Muławski Dwór“. Der Weiler ist heute Teil der Landgemeinde Kętrzyn (Rastenburg) im Powiat Kętrzyński (Kreis Rastenburg), von 1975 bis 1998 der Woiwodschaft Olsztyn, seither der Woiwodschaft Ermland-Masuren zugehörig.

## Kirche
Bis 1945 war Muhlackshof in die evangelische Pfarrkirche Rastenburg in der Kirchenprovinz Ostpreußen der Kirche der Altpreußischen Union, außerdem in die römisch-katholische Kirche St. Katharinen Rastenburg im Bistum Ermland eingepfarrt.
Heute gehört Muławski Dwór katholischerseits weiterhin zur Stadt Kętrzyn, jetzt im Erzbistum Ermland gelegen. Evangelischerseits ist der Ort zur Johanneskirche Kętrzyn hin orientiert, die der Diözese Masuren der Evangelisch-Augsburgischen Kirche in Polen zugeordnet ist.

## Verkehr
Muławski Dwór liegt an einer Nebenstraße, die die Orte Windykajmy (Windtkeim) und Pręgowo (Prangenau) miteinander verbindet. Eine Anbindung an den Bahnverkehr besteht nicht.